# Mauro Biglino
Mauro Biglino (sinh ngày 13 tháng 9 năm 1950) là một tác giả, nhà tiểu luận và dịch giả người Ý. Phần lớn công việc của ông tập trung vào các lý thuyết liên quan đến Kinh Thánh và lịch sử nhà thờ. Biglino cũng đã tham gia viết ấn bản tiếng Ý liên tuyến của Tanakh cho Edizioni San Paolo ở Cinisello Balsamo, Ý.

## Tiểu sử
Ông từng theo học trường trung học Valsalice ở Torino, rồi nhập ngũ và trở thành một phần của quân đoàn bộ binh đặc biệt thuộc đại quân Alpine, giữ vai trò y tá. Về sau, ông là người dịch Kinh Thánh bản tiếng Do Thái trong một dự án biên tập của Edizioni San Paolo nhằm thực hiện bản dịch liên tuyến mười bảy cuốn sách của bản văn Masora từ Kinh Thánh. Dựa một phần vào bản dịch này mà Biglino định nghĩa theo nghĩa đen, một mặt bắt tay giải nghĩa Kinh Thánh bằng cách gán cho nó bản chất của tin tức lịch sử, mặt khác lại đưa ra các giả thuyết gượng ép bao gồm thuyết tân sinh, nhà du hành vũ trụ cổ, thuyết sáng tạo phi tôn giáo và tương tự như thuyết của Zecharia Sitchin, một người ủng hộ giả thuyết phi hành gia cổ đại. Ông đã viết tập Chiesa Cattolica e Massoneria ("Nhà thờ Công giáo và Hội Tam Điểm") với lời tuyên bố mình từng là thành viên của Hội Tam Điểm Ý trong hơn mười năm cho đến những năm 2000. Ông không bao giờ cải đạo sang Kitô giáo vì phủ nhận chân lý cơ bản thứ nhất liên quan đến Ba Ngôi Chí Thánh.
Biglino còn tự mình đóng vai chính trong Creators: The Past (2020), một bộ phim của đạo diễn Piergiuseppe Zaia với sự tham gia diễn xuất của Gérard Depardieu, William Shatner và Bruce Payne; trong cùng một bộ phim, ông được ghi nhận là nhà tư vấn lịch sử và Kinh Thánh.

## Ấn phẩm
- Piergiorgio Beretta, biên tập (2008). Cinque Meghillôt: Rut, Cantico dei cantici, Qohelet, Lamentazioni, Ester. Bibbia Ebraica Interlineare (bằng tiếng Do Thái, Hy Lạp cổ, La-tinh, và Ý). Cinisello Balsamo, Italy: Edizioni San Paolo. ISBN 9788821563010.
- Piergiorgio Beretta, biên tập (2009). I profeti minori: Osea, Gioele, Amos, Abdia, Giona, Michea, Naum, Abacuc, Sofonia, Aggeo, Zaccaria, Malachia. Bibbia Ebraica Interlineare (bằng tiếng Do Thái, Hy Lạp cổ, La-tinh, và Ý). Cinisello Balsamo, Italy: Edizioni San Paolo. ISBN 9788821566479.
- Mauro Biglino (2009). Chiesa Romana Cattolica e Massoneria (bằng tiếng Ý). Orbassano, Italy: Uno Editori. ISBN 9788897623137.
- Mauro Biglino (2009). Resurrezione reincarnazione (bằng tiếng Ý). Orbassano, Italy: Uno Editori. ISBN 9788897623175.
- Mauro Biglino (2010). Il libro che cambierà per sempre le nostre idee sulla Bibbia (bằng tiếng Ý). Orbassano, Italy: Uno Editori. ISBN 9788897623106.
- Mauro Biglino (2011). Il Dio alieno della Bibbia (bằng tiếng Ý). Orbassano, Italy: Uno Editori. ISBN 9788897623076.
- Mauro Biglino (2012). Non c'è Creazione nella Bibbia. La Genesi ci racconta un'altra storia (bằng tiếng Ý). Orbassano, Italy: Uno Editori. ISBN 9788897623557.
- Mauro Biglino (2013). La Bibbia non è un libro sacro (bằng tiếng Ý). Orbassano, Italy: Uno Editori. ISBN 9788897623755.
- Mauro Biglino (2015). La Bibbia non parla di Dio: uno studio rivoluzionario sull'Antico Testamento (bằng tiếng Ý). Milan, Italy: Mondadori. ISBN 9788804655299.
- Mauro Biglino (2015). L'invenzione di Dio. La Bibbia non è un libro sacro (DVD) (bằng tiếng Ý). Italy: Macro Video - Gruppo Editoriale Macro. ISBN 9788864121437.
- Mauro Biglino (2016). Antico e Nuovo Testamento: libri senza Dio. Come le religioni sono state costruite a tavolino per mantenere il potere (bằng tiếng Ý). Orbassano, Italy: Uno Editori. ISBN 9788898829811.
- Mauro Biglino (2016). Il Falso Testamento. Creazione, miracoli, patto d'alleanza: l'altra verità dietro la Bibbia (bằng tiếng Ý). Milan, Italy: Mondadori. ISBN 9788804664482.
- Mauro Biglino; Enrico Baccarini (2017). La caduta degli Dei. Bibbia e testi induisti: la storia va riscritta (bằng tiếng Ý). Orbassano, Italy: Uno Editori. ISBN 9788899912260.
- Mauro Biglino; Stefano Bollani; Anne Givaudan; Igor Sibaldi (tháng 9 năm 2017). Dialoghi Tra Alieni. Conversazioni su universi vicini e lontani (bằng tiếng Ý). Arte di Essere & Trigono Edizioni. ISBN 9788899994013.
- Mauro Biglino; Lorena Forni (2017). La Bibbia non l'ha mai Detto (bằng tiếng Ý). Milan, Italy: Mondadori. ISBN 9788804684282.
- Mauro Biglino (2018). Degenesi. Pensavo fosse amore invece era Yahweh (bằng tiếng Ý). Illustrated by Don Alemanno. Orbassano, Italy: Uno Editori. ISBN 9788899912659.
- Mauro Biglino; Pietro Buffa (2018). Resi umani. Da organismi scimmieschi all'ominide pensante, una storia ancora da scrivere (bằng tiếng Ý). Orbassano, Italy: Uno Editori. ISBN 9788899912772.
- Mauro Biglino; Massimo Barbetta (tháng 12 năm 2018). Le porte degli Elohim. Ipotesi bibliche ed extrabibliche da Adamo al Gan Eden (bằng tiếng Ý). Turin, Italy: Uno Editori. ISBN 9788833800004.
- Mauro Biglino; Francesco Esposito (tháng 5 năm 2019). Dei e semidei. Il Pantheon dell'Antico e del Nuovo Testamento (bằng tiếng Ý). Turin, Italy: Uno Editori. ISBN 9788833800226.
- Mauro Biglino; Cinzia Mele (tháng 12 năm 2019). Gli dei baltici della Bibbia. L'Israele che non ti aspetti (bằng tiếng Ý). Turin, Italy: Uno Editori. ISBN 978-88-3380-052-3.
- Mauro Biglino (tháng 12 năm 2020). Mauro Biglino incontra i teologi. Cosa dice davvero la Bibbia? (bằng tiếng Ý). Turin, Italy: Uno Editori. ISBN 978-88-3380-174-2.
- Mauro Biglino; Giorgio Cattaneo (tháng 3 năm 2021). La Bibbia nuda (bằng tiếng Ý). Milan, Italy: Tuthi. ISBN 9788894611700.
- Mauro Biglino; Cinzia Mele (tháng 11 năm 2021). La Bibbia. Il regno del nord? (bằng tiếng Ý). Quyển 1. Turin, Italy: Uno Editori. ISBN 978-88-3380-214-5.

Truyện tranh dựa trên tác phẩm của ông:
- Mauro Biglino; Riccardo Rontini (2014). Il Preludio. Elohim. Quyển 1. Orbassano, Italy: Uno Editori. ISBN 9788898829163.
- Mauro Biglino; Riccardo Rontini (2016). Il Preludio (a colori). Elohim. Quyển 1. Orbassano, Italy: Uno Editori. ISBN 9788899917005.
- Mauro Biglino; Riccardo Rontini (2019). Il Preludio. Elohim. Quyển 1 (ấn bản thứ 2). Bousbach: Lux-Co Éditions. ISBN 978-2-902114-40-5.
- Mauro Biglino; Riccardo Rontini (2015). In Principio. Elohim. Quyển 2. Orbassano, Italy: Uno Editori. ISBN 9788898829354.
- Mauro Biglino; Riccardo Rontini (2017). In Principio (a colori). Elohim. Quyển 2. Orbassano, Italy: Uno Editori. ISBN 9788899917036.
- Mauro Biglino; Riccardo Rontini (2015). Il Frutto. Elohim. Quyển 3. Orbassano, Italy: Uno Editori. ISBN 9788898829477.
- Mauro Biglino; Riccardo Rontini (2015). La Sentenza. Elohim. Quyển 4. Orbassano, Italy: Uno Editori. ISBN 9788898829569.
- Mauro Biglino; Riccardo Rontini (2015). Gli Adamiti. Elohim. Quyển 5. Orbassano, Italy: Uno Editori. ISBN 9788898829637.
- Mauro Biglino; Riccardo Rontini (2016). Le Generazioni. Elohim. Quyển 6. Orbassano, Italy: Uno Editori. ISBN 9788898829705.
- Mauro Biglino; Riccardo Rontini (2016). Le Unioni. Elohim. Quyển 7. Orbassano, Italy: Uno Editori. ISBN 9788898829873.
- Mauro Biglino; Riccardo Rontini (2016). Il Viaggiatore. Elohim. Quyển 8. Orbassano, Italy: Uno Editori. ISBN 9788898829927.
- Mauro Biglino; Riccardo Rontini (2016). I Giganti. Elohim. Quyển 9. Orbassano, Italy: Uno Editori. ISBN 9788898829965.
- Mauro Biglino; Riccardo Rontini (2016). Il Codice. Elohim. Quyển 10. Orbassano, Italy: Uno Editori. ISBN 9788899917012.
- Mauro Biglino; Riccardo Rontini (2017). La Torre. Elohim. Quyển 11. Orbassano, Italy: Uno Editori. ISBN 9788899912529.
- Mauro Biglino; Riccardo Rontini (2017). Il Patriarca. Elohim. Quyển 12. Orbassano, Italy: Uno Editori. ISBN 9788899912505.
- Mauro Biglino; Riccardo Rontini (2018). Il Giuramento. Elohim. Quyển 13. Orbassano, Italy: Uno Editori. ISBN 9788899912727.
- Mauro Biglino; Riccardo Rontini (2018). Le alleanze. Elohim. Quyển 14. Orbassano, Italy: Uno Editori. ISBN 9788899912956.
- Mauro Biglino; Riccardo Rontini (2018). Il castigo. Elohim. Quyển 15. Orbassano, Italy: Uno Editori. ISBN 9788833800080.

Sách được dịch sang các ngôn ngữ khác:
- Anh: Mauro Biglino (2012). The book that will forever change our ideas about the Bible (bằng tiếng Anh). Orbassano, Italy: Uno Editori. ISBN 9788897623120.
- Anh: Mauro Biglino; Giorgio Cattaneo (2021). The Naked Bible (bằng tiếng Anh). Milan, Italy: Tuthi. ISBN 9788894611793.
- Croatia: Mauro Biglino (2015). Biblija nije sveta knjiga (bằng tiếng Croatia). Zagreb, Croatia: TELEdisk. ISBN 9789537903237.
- Croatia: Mauro Biglino (2016). Knjiga koja će zauvijek promijeniti vaše mišljenje o Bibliji: Bogovi koji su došli iz Svemira? (bằng tiếng Croatia). Zagreb, Croatia: TELEdisk. ISBN 9789537903268.
- Séc: Mauro Biglino (2013). Přišel Bůh z vesmíru? Důkazy jsou přímo v Bibli (bằng tiếng Séc). Czech Republic: Práh. ISBN 9788072524471.
- Hà Lan: Mauro Biglino (2016). Zo heb je de Bijbel nog nooit gelezen: komen onze goden van de sterren? een zoektocht voor de vrijdenkers (bằng tiếng Hà Lan). Soesterberg, Netherlands: Uitgeverij Aspekt. ISBN 9789461538642.
- Pháp: Mauro Biglino (2014). La Bible comme vous ne l'avez jamais lue: les Dieux sont-ils venus des étoiles ? (bằng tiếng Pháp). Jouy en Josas, France: Éditions Atlantes. ISBN 9782362770159.
- Pháp: Mauro Biglino (2014). Le Dieu de la Bible vient des étoiles: de la traduction littérale des codex hébraïques initiaux (bằng tiếng Pháp). Lopérec, France: Éditions Nouvelle Terre. ISBN 9782918470120.
- Pháp: Mauro Biglino (2016). La Bible n'est pas un livre sacré (bằng tiếng Pháp). Cesena, Italy: Macro Éditions. ISBN 9788893190886.
- Pháp: Mauro Biglino (2016). Il n'y a pas de création dans la Bible (bằng tiếng Pháp). Cesena, Italy: Macro Éditions. ISBN 9788893190961.
- Latvia: Mauro Biglino (2014). Citādā Bībele. Bībeles tekstu patiesā nozīme (bằng tiếng Latvia). Latvia: Lietusdārzs. ISBN 9789984869568.
- Đức: Mauro Biglino (2015). Kamen die Götter aus dem Weltall? (bằng tiếng Đức). Rottenburg am Neckar, Germany: Kopp Verlag. ISBN 9783864452567.
- Bồ Đào Nha: Mauro Biglino (2017). A Bíblia não é um Livro Sagrado (bằng tiếng Bồ Đào Nha). Portugal: Misty Forest - Livros Horizonte. ISBN 9789722418355.
- Tây Ban Nha: Mauro Biglino (2017). La Biblia no es un Libro Sagrado (bằng tiếng Tây Ban Nha). Spain: Macro Ediciones. ISBN 9788417080136.

Truyện tranh được dịch sang các ngôn ngữ khác:
- Pháp: Mauro Biglino; Riccardo Rontini (2019). Le Prélude. Elohim. Quyển 1. Bousbach: Lux-Co Éditions. ISBN 978-2-902114-46-7.